# 1757 Porvoo
1757 Porvoo è un asteroide della fascia principale. Scoperto nel 1939, presenta un'orbita caratterizzata da un semiasse maggiore pari a 2,3517448 UA e da un'eccentricità di 0,1251734, inclinata di 3,97832° rispetto all'eclittica.
L'asteroide è dedicato alla città finlandese di Porvoo.